# Father John Misty
Father John Misty, eigentlich Joshua Michael Tillman (* 3. Mai 1981 in Rockville, Maryland), ist ein US-amerikanischer Rockmusiker und ehemaliger Bandschlagzeuger.

## Karriere
Joshua Tillman begann seine musikalische Karriere als Schlagzeuger unter anderem bei Saxon Shore, während er noch das College besuchte. Daneben begann er aber auch, eigene Musik zu schreiben und selbst erstellte CD-Rs zu verbreiten. Auf einer Tour in der Begleitband von Damien Jurado bekam er Gelegenheit zu eigenen Auftritten. Schließlich unterschrieb er beim Label Fargo Records und veröffentlichte sein erstes reguläres Album Minor Works als J. Tillman. Das Label legte im selben Jahr auch zwei seiner früheren CD-Rs neu auf. Im Jahr darauf erschien das aufwendiger produzierte Album Cancer and Delirium, das von der Musikpresse wohlwollend aufgenommen wurde. Trotzdem ersetzte er in den folgenden vier Jahren erst einmal Nick Peterson als Schlagzeuger bei den Fleet Foxes. Es war die erfolgreichste Zeit der Band mit zwei Top-Alben in den britischen und US-amerikanischen Charts.
Anfänglich veröffentlichte er nebenher noch weitere Soloalben, als ihm der Banderfolg dafür aber nicht mehr genug Zeit ließ, beschloss er, sich von den Fleet Foxes zu trennen und seine Solokarriere unter dem neuen Namen Father John Misty neu zu starten. Beim Indie-Label Sub Pop erschien 2012 das erste Misty-Album Fear Fun. Auf Anhieb schaffte er damit den Sprung in die US-Charts. Es war aber nur ein Achtungserfolg mit musikalischer Anlehnung an die Fleet Foxes. 2015 heiratete er die Künstlerin Emma Elizabeth Garr und er schaffte den Solodurchbruch mit dem zweiten, autobiografisch geprägten Album I Love You, Honeybear. Es kam in die Top 20 in USA und in den britischen Charts und erreichte Platz 1 der US-Indie- und Platz 3 der US-Rock-Alben. Der Song Chateau Lobby #4 (In C for Two Virgins) war ein kleinerer Radiohit. Danach wurde er in der Kategorie Internationaler Solokünstler für einen BRIT Award nominiert. Außerdem wurde Tillman, der auch Wert auf seinen gesamten künstlerischen Auftritt legt, für die Deluxe-Vinyl-Ausgabe seines Albums für einen Grammy Award für Album-Sonderausgaben nominiert.
Im Juli 2016 machte er von sich reden, als er bei einem Festival in New Jersey anfing, über die Unterhaltungsindustrie und die Volksverdummung herzuziehen, sein Programm über den Haufen warf und schließlich vorzeitig von der Bühne ging. Im selben Jahr veröffentlichte er den Song Real Love Baby, der wiederum ein kleinerer Radiohit war, als erstes Stück eines neuen Albums. Es erschien im Frühjahr 2017 und erreichte in USA und Großbritannien die Top 10. Auch in den deutschsprachigen Ländern konnte es sich platzieren. Für die Deluxe Edition, die er mitgestaltet hatte, bekam er einen Grammy für das beste Aufnahmepaket.

## Rezeption
Eine Strophe aus seinem Lied Hangout at the Gallows (2018) wird in Karl Ove Knausgårds Roman Der Morgenstern zitiert.

## Diskografie

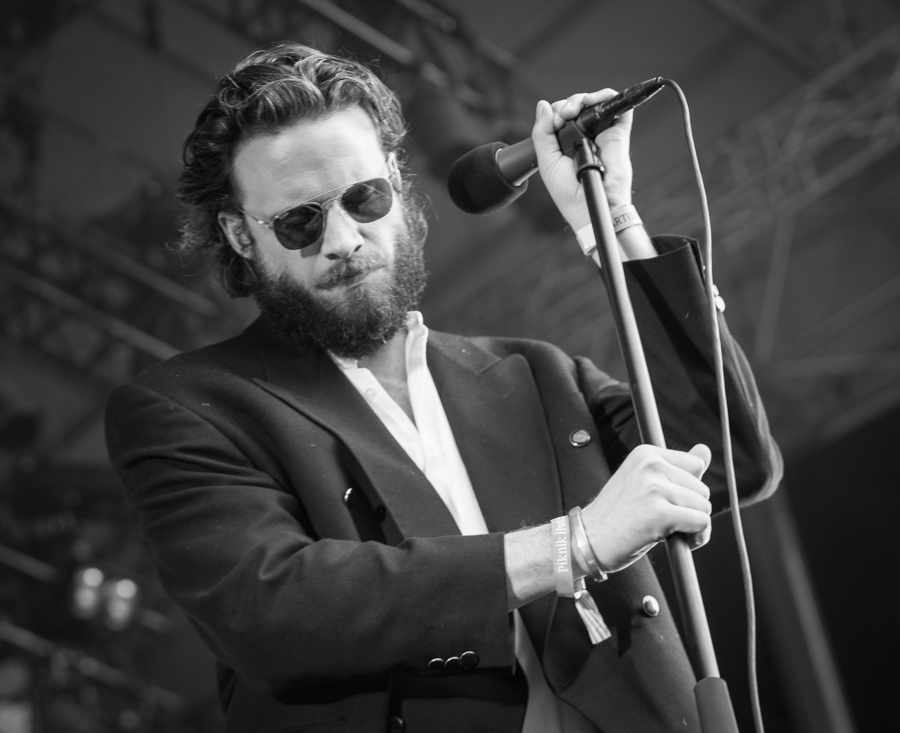
2017

### Als J. Tillman
- Untitled No. 1 (CD-R, 2003)
- I Will Return (2005)
- Long May You Run (2005)
- Minor Works (2006)
- Cancer and Delirium (2007)
- Vacilando Territory Blues (2008)
- Year in the Kingdom (2009)
- Singing Ax (2010)
- The History of Caves (2013)

### Als Father John Misty
EPs
- Anthem +3 (2020)

Alben
- Fear Fun (2012)
- I Love You, Honeybear (2015)
- Pure Comedy (2017)
- Live at Third Man Records (2018)
- God’s Favorite Customer (2018)
- Chloë and the Next 20th Century (2022)
- Mahashmashana (2024)

Singles
- Hollywood Forever Cemetery Sings (2012)
- I’m Writing a Novel (2012)
- Nancy from Now On (2012)
- Bored in the U. S. A. (2014)
- Chateau Lobby #4 (In C for Two Virgins) (2014)
- I Love You, Honeybear/I’ve Never Been a Woman (2015)
- The Angry River (2015)
- Real Love Baby (2016, UK: Gold, US: Platin)
- Pure Comedy (2017)
- Two Wildly Different Perspectives (2017)
- Ballad of the Dying Man (2017)
- Total Entertainment Forever (2017)
- Mr. Tillman (2018)
- Now I’m Learning to Love the War (2018, Live at Third Man Records)
- Anthem (2020)
- Funny Girl (2022)
- Q4 (2022)
- Goodbye Mr Blue (2022)
- The Next 20th Century (2022)
- I Guess Time Just Makes Fools of Us All (2024)